# La Petite Véra
Pour les articles homonymes, voir Véra.
Pour plus de détails, voir Fiche technique et Distribution.
La Petite Véra (Malenkaya Vera) est un film soviétique réalisé par Vassili Pitchoul, sorti en 1988. Le film est un succès au box-office soviétique avec 54 millions d'entrées,,. Devenu l'un des symboles de l'époque de la Perestroïka, il est connu pour être le premier film soviétique figurant un acte sexuel.

## Synopsis
La découverte de vingt dollars dans le portefeuille de Véra déclenche la fureur de ses parents, qui la menace de faire venir son frère Victor, devenu médecin à Moscou.
Véra rencontre Sergueï dans une discothèque, qu'une bagarre et une descente de police rapproche de Véra. 
Arrivé sur les lieux, le frère de Véra reconnaît en Sergueï une vieille connaissance, et un incorrigible coureur de jupons.
Sergueï déclare son intention d'épouser Véra, mais entre cet intellectuel et le père de Véra, un chauffeur poids lourd alcoolique et borné, la relation est conflictuelle.
Au cours d'une dispute, le père de Véra poignarde Sergueï. Le jeune couple est confronté à un dilemme: témoigner contre le père de Véra, c'est l'exposer à des années de prison. Très affectée par ces événements, Véra tente de mettre fin à ses jours en avalant des médicaments, et est sauvée de justesse par l'intervention de son frère en partance pour Moscou, et de Sergueï, échappé de l'hôpital. Quant au père de Véra, il meurt d'une crise cardiaque.

## Fiche technique
- Titre original : Malenkaya Vera
- Titre français : La Petite Véra
- Réalisation : Vassili Pitchoul
- Scénario : Maria Khmelik
- Photographie : Efim Reznikov
- Musique : Vladimir Matetski
- Pays d'origine : URSS
- Format : Couleurs - 1,66:1 - Mono
- Dates de sortie :
  -  Union soviétique : octobre 1988
  -  France : 7 juin 1989

## Distribution
- Natalia Negoda : Véra Marinina
- Andreï Sokolov : Sergueï Sokolov
- Iouri Nazarov : père de Véra
- Lioudmila Zaïtseva : mère de Véra
- Alexandre Negreba : Victor, frère aîné de Véra
- Alexandre Lenkov : Mikhaïl Petrovitch
- Andreï Fomine : Andreï, étudiant de l'école navale
- Vadim Zakhartchenko : patient à l'hôpital
- Tatiana Mitrouchina : mère d'Andreï
- Alexandra Tabakova : Lena, amie de Véra
- Alexandre Mironov : Tolik, ami de Véra

## Distinctions

### Récompenses
- Mostra de Venise 1988 : Prix FIPRESCI.
- 2e cérémonie des prix du cinéma européen : meilleur scénariste pour Maria Khmelik.
- Festival Premiers Plans d'Angers 1989 : Grand prix du Jury